# Comitato Olimpico della Costa Rica
Il Comitato Olimpico della Costa Rica (noto anche come Comité Olímpico de Costa Rica in spagnolo) è un'organizzazione sportiva costaricana, nata nel 1953 a San José, in Costa Rica.
Rappresenta questa nazione presso il Comitato Olimpico Internazionale (CIO) dal 1954 ed ha lo scopo di curare l'organizzazione ed il potenziamento dello sport in Costa Rica e, in particolare, la preparazione degli atleti costaricani, per consentire loro la partecipazione ai Giochi olimpici. L'associazione è, inoltre, membro dell'Organizzazione Sportiva Panamericana.
L'attuale presidente dell'organizzazione è José Fernández Álvarez, mentre la carica di segretario generale è occupata da Silvia Gonzàles.